# Bertha (Minnesota)
Bertha es una ciudad ubicada en el condado de Todd en el estado estadounidense de Minnesota. En el Censo de 2010 tenía una población de 497 habitantes y una densidad poblacional de 187,58 personas por km².Para el censo de 2020 la población había crecido a 560 personas.

## Geografía
Bertha se encuentra ubicada en las coordenadas 46°15′59″N 95°3′46″O / 46.26639, -95.06278. Según la Oficina del Censo de los Estados Unidos, Bertha tiene una superficie total de 2.65 km², de la cual 2.65 km² corresponden a tierra firme y (0%) 0 km² es agua.

## Demografía
Según el censo de 2010, había 497 personas residiendo en Bertha. La densidad de población era de 187,58 hab./km². De los 497 habitantes, Bertha estaba compuesto por el 99.2% blancos, el 0.2% eran afroamericanos, el 0% eran amerindios, el 0% eran asiáticos, el 0% eran isleños del Pacífico, el 0% eran de otras razas y el 0.6% pertenecían a dos o más razas. Del total de la población el 0.2% eran hispanos o latinos de cualquier raza.